# 錫石
錫石（すずいし、英: cassiterite、キャシテライト）は、鉱物（酸化鉱物）の一種。化学組成は酸化スズ(IV) （SnO2）で、スズの重要な鉱石鉱物。
金紅石（ルチル、TiO2）と同じ結晶構造を持ち、しばしば複雑に双晶する。
熱水鉱脈、ペグマタイトなどに産する。風化に強くて比重が大きいため、砂礫中に砂錫（さすず）として産することもある。また、珪化木のような木目模様を持つ木錫（もくしゃく）としても産する。
産地としては、イギリスのコーンウォール、ボリビア、マレー半島などが有名。日本では明延（あけのべ）鉱山（兵庫県）、木浦鉱山（大分県）、錫山鉱山（鹿児島県）などが挙げられる。また、国内の砂錫産地としては岐阜県の恵那・中津川地方で明治～昭和初期まで採掘されていた。